# Citadel (série télévisée)
Pour les articles homonymes, voir Citadel.
Production
Diffusion
Chronologie
Citadel : Diana
Citadel, ou Citadelle au Québec, est une série télévisée d'action et d'espionnage américaine créée par Josh Appelbaum, Bryan Oh et David Weil (en) pour Prime Video, avec les frères Russo agissant en tant que producteurs délégués. Elle est diffusée depuis le 28 avril 2023 sur Prime Video.
Il s'agit de la première série de la franchise Citadel. En raison de ce succès, quatre spin-off vont voir le jour, Citadel : Diana en Italie, Citadel : Honey Bunny en Inde, Citadel en Espagne et Citadel au Mexique.

## Synopsis
Citadel est une agence d'espionnage secrète, indépendante et internationale, chargée d'assurer la sécurité de tous. Alors que ses meilleurs agents, Mason Kane et Nadia Sinh, sont en mission à bord d'un train dans les Alpes italiennes pour appréhender un criminel, ils se font piéger par une mystérieuse organisation. Nommée Manticore, celle-ci sort enfin de l'ombre pour détruire Citadel. Ils échappent de justesse à une tentative d'assassinat mais perdent la mémoire. Huit ans plus tard, ils mènent chacun une nouvelle vie. Mason Kane — qui s'appelle désormais Kyle Conroy — a même fondé une famille. Il vit à Eugene dans l'Oregon avec sa femme Abby et leur fille Hendrix. Ils ignorent leur passé, mais Mason Kane revoit des bribes d'images du train. Une nuit, Mason est retrouvé par son ancien collègue Bernard Orlick qui est resté actif. Ce dernier lui demande de l'aider à empêcher Manticore d'imposer un nouvel ordre mondial, ne pouvant faire appel à personne d'autre. En effet, la « malette X », renfermant l'ensemble des codes nucléaires, vient d'être volée.

## Distribution

### Acteurs principaux
- Richard Madden (VF : Stéphane Fourreau ; VQ : Xavier Dolan) : Mason Kane
- Priyanka Chopra Jonas (VF : Léovanie Raud ; VQ : Mélanie Laberge) : Nadia Sinh
- Stanley Tucci (VF : Vincent Violette ; VQ : Jacques Lavallée) : Bernard Orlick
- Lesley Manville (VF : Annie Le Youdec ; VQ : Johanne Garneau) : Dahlia Archer
- Osy Ikhile (en) (VF : Baptiste Marc ; VQ : Patrick-Emmanuel Abellard) : Carter Spence
- Ashleigh Cummings (VF : Julie Turin ; VQ : Rachel Graton) : Abby Conroy
- Roland Møller (VF : Frédéric Popovic ; VQ : Benoît Rousseau) : Anders Silje et Davik Silje
- Caoilinn Springall : Hendrix Conroy

### Acteurs récurrents et invités
- Moira Kelly (VF : Isabelle Gardien) : Joe
- Nikki Amuka-Bird (VF : Virginie Emane) : Grace
- Laëtitia Eïdo (VF : elle-même) : Christoph
- Sara Martins : Sandra
- Leo Woodall : Duke
- Gráinne Good : Valeria
- Leo Ashizawa : Yamazaki
- Timothy Busfield : le thérapeute Simmons
- Paul Bazely : Rahi Gambhir

 Source et légende : version française (VF) sur RS Doublage

## Production

### Développement
Le développement de la série a démarré en 2018 lorsque Jennifer Salke, responsable d’Amazon Studios, a approché les frères Russo et AGBO Studios pour créer une série d’espionnage. La série devait d’abord être un partenariat entre AGBO Studios et les scénaristes Josh Appelbaum et André Nemec. En raison de divergences créatives avec les frères Russo, les deux scénaristes ont quitté le projets et David Weil (en) est devenu le nouveau showrunner du projet. Ce changement de direction a conduit à de nombreux reshoots en 2022.
En 2023, avec un budget de 300 millions de dollars pour sa première saison de six épisodes, soit 50 millions par épisode au lieu des 20 millions budgétés initialement, Citadel est la deuxième série la plus chère de l'histoire des séries après Le Seigneur des Anneaux : Les Anneaux de Pouvoir. Cela est en grande partie dû aux nombreuses reshoots qui ont eu lieu avec l'embauche de David Weil (en) en tant que showrunner,, lesquelles auraient ajouté près de 80 millions de dollars aux coûts de production.
Prime Video annonce la diffusion de la première saison à partir du 28 avril 2023 avec les deux premiers épisodes,. Elle se compose de 6 épisodes.
Le 14 mars 2023, Prime Video a renouvelé la série pour une deuxième saison,. Elle sera entièrement reprise en main par Joe Russo dans la saison 2, puisque c'est lui qui réalisera l'intégralité des épisodes.

### Attribution des rôles
Le 14 janvier 2020, Priyanka Chopra Jonas et Richard Madden ont été choisis pour être les têtes d'affiche de la série. Ils sont rejoints par Stanley Tucci et Lesley Manville parmi les acteurs principaux.

### Tournage
Le tournage débute en janvier 2021 et s'achève en décembre au Royaume-Uni,. Cependant, des reshoots ont eu lieu début et mi-2022 sous la supervision de David Weil (en), les frères Russo et du réalisateur Thomas Sigel.
La saison 2 sera tournée en Californie[Quand ?].

## Séries dérivées
Citadel donne naissance à une franchise et des séries dérivées dans différentes langues se déroulant dans les Alpes italiennes (Citadel : Diana), en Inde (Citadel : Honey Bunny), en Espagne et au Mexique,,,.
La série indienne, Citadel : Honey Bunny, mettant en vedette Varun Dhawan et Samantha Ruth Prabhu, est dirigée par Raj & DK (en) avec Sita R. Menon en tant que scénariste. La série a été créée, produite, et tournée en Inde. La production est en cours et a débuté en janvier 2023,. Sa diffusion est prévue à partir de 7 novembre 2024 sur Amazon Prime.

### Citadel: Diana
Amazon diffuse Citadel : Diana, une série dérivée (spin-off), depuis le 10 octobre 2024. L'actrice italienne Matilda De Angelis incarne le personnage principal de cette nouvelle série.
La série a été créée et tournée en Italie. La série est produite par Cattleya (ZeroZeroZero), qui fait partie d'ITV Studios, et par la showrunner et productrice exécutive Gina Gardini. Les frères Russo restent producteurs. Elle est réalisée par Arnaldo Catinari et développée par Alessandro Fabbri. Au casting, on retrouvera aussi Lorenzo Cervasio, Maurizio Lombardi, Julia Piaton, Thekla Reuten, Daniele Paoloni, Bernhard Schütz et Filippo Nigro.

## Épisodes

### Première saison (2023)
Composée de six épisodes, elle a été mise en ligne entre le 28 avril 2023 et le 26 mai 2023 sur Prime Video.
| No. | Titre                                                                             | Réalisation                       | Scénario                                                                                  | Diffusion     |
| --- | --------------------------------------------------------------------------------- | --------------------------------- | ----------------------------------------------------------------------------------------- | ------------- |
| 1 | L'Énigme humaine The Human Enigma                                                 | Newton Thomas Sigel               | Scénario : David Weil (en) Histoire : Josh Appelbaum & Bryan Oh et David Weil             | 28 avril 2023 |
| Les espions de l'agence Citadel Mason Kane et Nadia Sinh sont présumés morts lors d'une mission en Italie, après avoir été pris en embuscade par des agents de l'organisation Manticore. Huit ans plus tard, Mason (amnésique) mène une vie tranquille sous le nom de Kyle Conroy avec sa femme et sa fille. Pendant ce temps, l'agent de Citadel, Bernard Orlick, apprend que Mason est vivant et que l'agent de Manticore, Dahlia Archer, est à la recherche de la mallette top secrète Citadel X (un système informatique). Orlick enlève Kyle et sa famille, et après l'avoir renseigné sur son passé, le fait chanter pour l'obliger à récupérer la mallette et ainsi assurer la sécurité de sa famille. |                                                                                   |                                   |                                                                                           |               |
| 2 | Les espions préfèrent la nuit Spies Appear In Night Time                          | Newton Thomas Sigel               | David Weil et Bryan Oh                                                                    | 28 avril 2023 |
| Nadia a également survécu à la mission en Italie. En s'échappant, elle est retenue captive par un Italien. Elle parvient à le tuer et à s'échapper, mais sa mémoire est effacée à distance par Orlick. Huit ans plus tard, Mason récupère la mallette Citadel X, mais Orlick est capturé par les hommes d'Archer. Après avoir découvert que Nadia est vivante, Mason la contacte, l'aidant à retrouver sa mémoire grâce à un sérum contenu dans la mallette. |                                                                                   |                                   |                                                                                           |               |
| 3 | Ténèbres infinies Infinite Shadows                                                | Newton Thomas Sigel & Jessica Yu  | David Weil et Melissa Glenn                                                               | 5 mai 2023    |
| Bernard Orlick est prisonnier de Manticore. Mason et Nadia essaient de retrouver un 3e agent survivant de Citadelle. Mason commence à se méfier de Nadia, et se demande s’il peut lui faire confiance ou s’ils se sépareront après la mission cruciale. |                                                                                   |                                   |                                                                                           |               |
| 4 | Dis-lui tout Tell Her Everything                                                  | Newton Thomas Sigel et Jessica Yu | Scénario : Josh Appelbaum & Bryan Oh et David Weil Histoire : Josh Appelbaum & Bryan Oh   | 12 mai 2023   |
| Nadia et Kyle se rendent au Maroc pour libérer un autre agent de Citadel, mais Mason n'a pas récupéré toutes ses facultés. 10 ans auparavant, alors que les deux espions se rapprochent, ils se retrouvent en désaccord sur le recrutement et la première mission d'une nouvelle recrue. |                                                                                   |                                   |                                                                                           |               |
| 5 | Le Temps fait de nous des ennemis Time Renders Us Enemies                         | Newton Thomas Sigel               | Scénario : David Weil et Bryan Oh Histoire : David Weil et Bryan Oh & Angela Russo-Otstot | 19 mai 2023   |
| La loyauté d'un des agents de Citadel est toujours en question, jusqu'à la révélation de la vérité. Dahlia dévoile son plan final. |                                                                                   |                                   |                                                                                           |               |
| 6 | La Pluie du matin efface les secrets de la nuit Secrets in Night Need Early Rains | Newton Thomas Sigel               | Josh Appelbaum & Bryan Oh                                                                 | 26 mai 2023   |
| Mason doit se lancer dans une mission incertaine, avec d'énormes enjeux à la clé. L'identité de la taupe est enfin révélée. |                                                                                   |                                   |                                                                                           |               |

### Deuxième saison (2024)
Note : Pour les informations de renouvellement voir la section production.
Le 14 mars 2023, Prime Video, a renouvelé la série pour une deuxième saison.

## Accueil

### Audiences
La plateforme de streaming révèle que sa série a réalisé « la deuxième plus grande audience internationale de toutes les séries de l'histoire de Prime Video ».

### Accueil critique
Le site Web agrégateur de critiques Rotten Tomatoes a rapporté un taux d'approbation de 54% avec une note moyenne de 5,7 / 10, basée sur 65 critiques. Le consensus des critiques du site Web se lit comme suit : « Citadel n'épargne aucune dépense mais se sent toujours sous-développé, ce qui donne une rigolade d'espionnage assez amusante qui grince néanmoins sous le poids de sa propre exorbitance. ». Metacritic, qui utilise une moyenne pondérée, a attribué un score de 51 sur 100 sur la base de 21 critiques, indiquant « des critiques mitigées ou moyennes ».